# Церковь Святого Килиана (Хайльбронн)
Церковь Святого Килиана в Хайльбронне (нем. St. Kilian Kirche) — римско-католическая церковь на Кайзерштрассе (улице Кайзера) в Хайльбронне, земля земля (государство) Баден-Вюртемберг, в Германии. Освящена в честь священномученика Франконии Святого Килиана. Церковь построена из хайльброннского песчаника в XI веке. Её западная башня, возведённая Хансом Швайнером, является одним из первых крупных зданий эпохи Возрождения к северу от Альп.
Внутри церкви находится алтарь работы Ханса Зейффера 1498 года, считающийся шедевром скульптуры поздней немецкой готики. Часть витражей выполнена Карлом Кроделем. Фонд памятников земли Баден-Вюртемберг объявил церковь памятником месяца в декабре 2016 года.

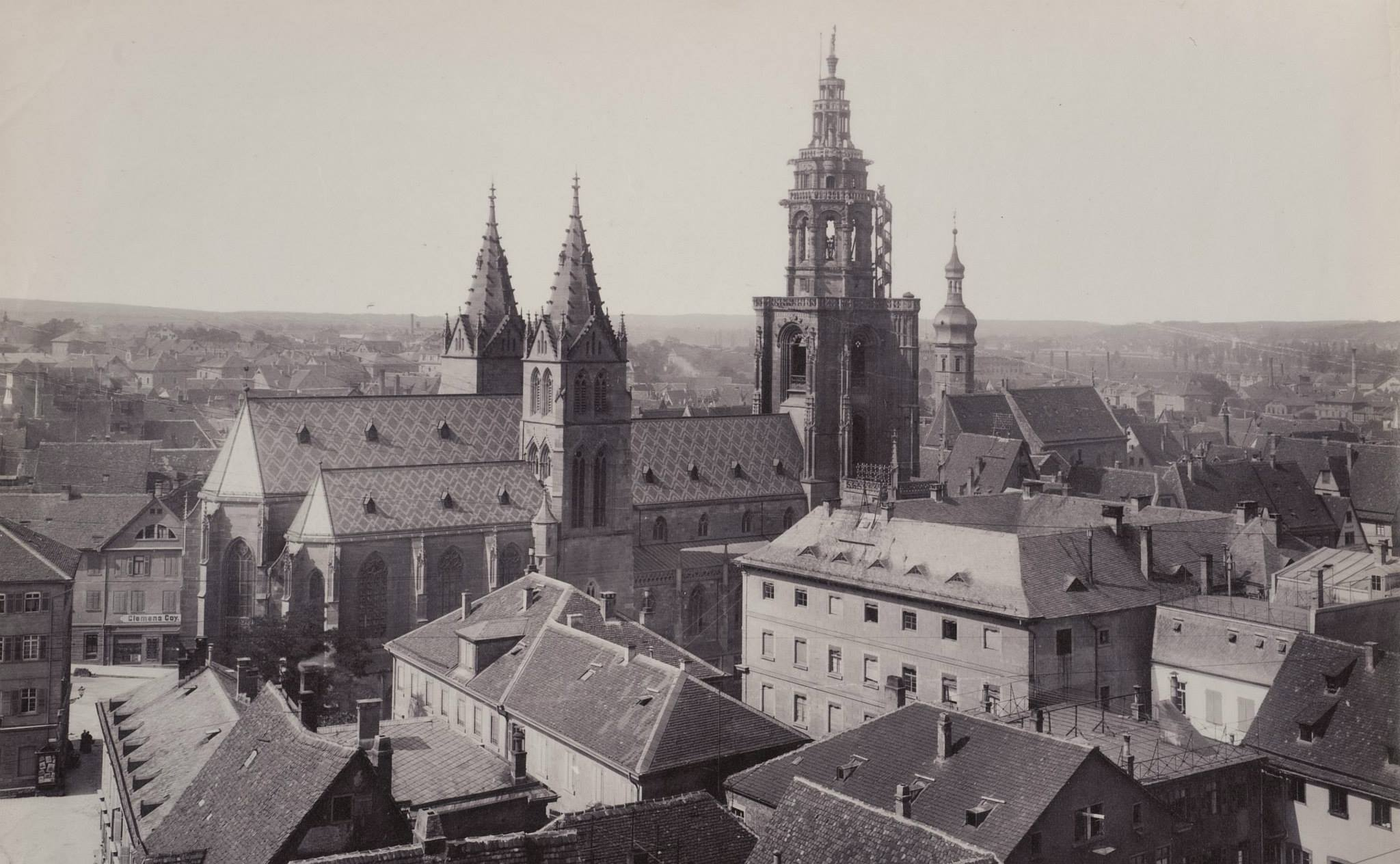
Церковь Святого Килиана. Фотография 1895 г.

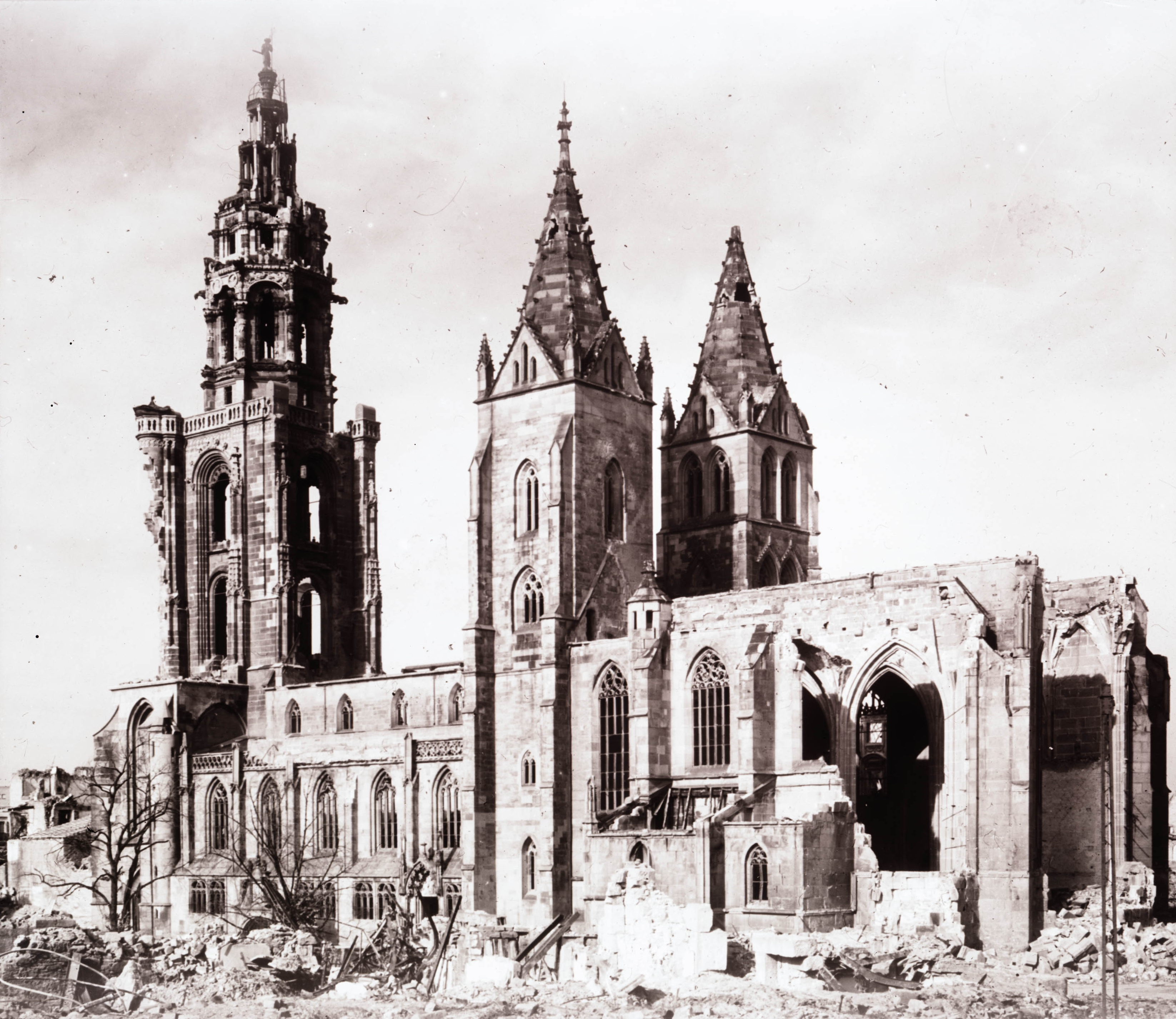
Фотография 1944 г.

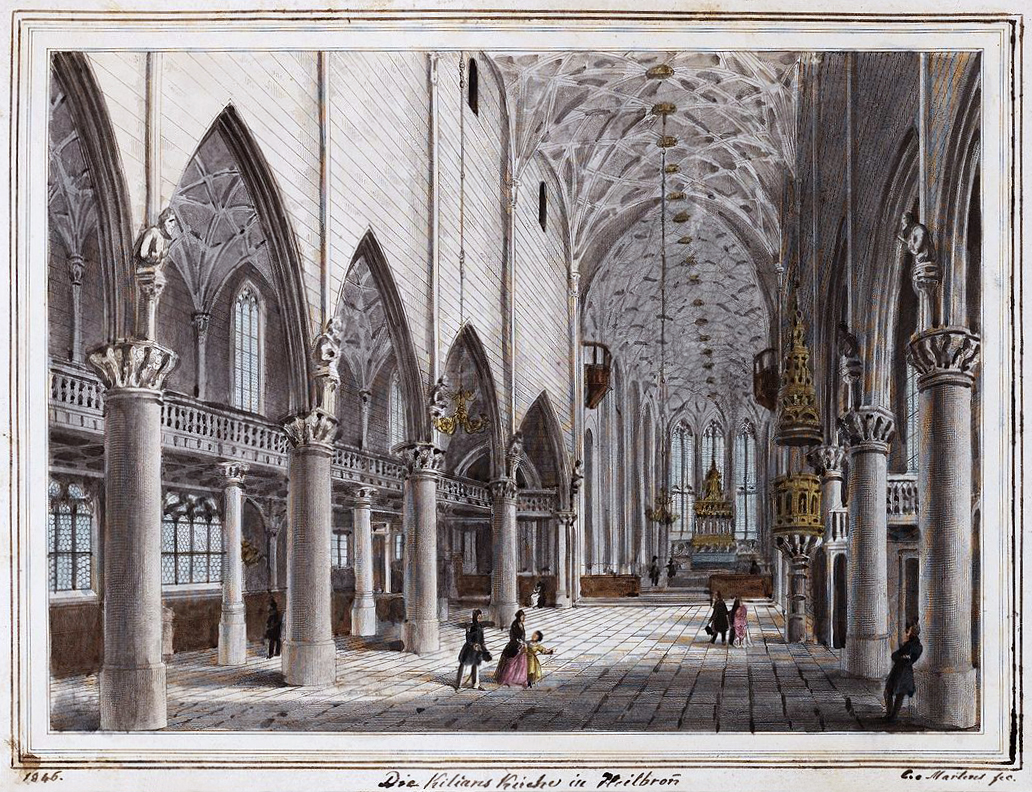
Интерьер церкви. Раскрашенная литография. 1846

## История
Первой церковью в Хайльбронне была базилика Святого Михаила, упомянутая в 741 году в учредительных документах Вюрцбургской римско-католической епархии и вторично упомянутая в другом официальном документе в 899 году. Весьма вероятно, что эта церковь находилась на том же месте, где ныне находится церковь Святого Килиана, но этому нет точных доказательств. Раскопки 1880 года показали, что на этом месте около 1100 года существовала небольшая романская церковь размером 10 x 11 м.
Вместо этой небольшой романской церкви в 1280 году появилась значительно более вместительная раннеготическая церковь. Год её постройки неизвестен. Церковь была освящена в честь Святого Килиана в XIII веке; индульгенция 1297 года является первым источником, упоминающим новое название. После начала планирования в 1508 году, строительство новой западной башни, спроектированное Хансом Швайнером, находилось под влиянием движения Реформации и было окончательно завершено в 1529 году. Считается, что это «одно из самых оригинальных произведений раннего Возрождения в Германии», а также первое крупное здание эпохи Возрождения к северу от Альп.
С началом Второй мировой войны большинство художественных ценностей, таких как алтарь и витражи, были перевезены в туннели соляной шахты в Кохендорфе. 10 сентября 1944 года американские зажигательные бомбы повредили крышу. Британское нападение 4 декабря 1944 года почти полностью разрушило церковь. В апреле 1945 года американская артиллерия нанесла церкви ещё больший ущерб.
Реконструкция была разделена на несколько этапов. После расчистки завалов в 1946 и 1947 годах, в 1948 году началось восстановление храма под руководством известного архитектора профессора Ханнеса Майера. Большинство неоготических элементов, сохранившихся с XIX века, не были воссозданы, вместо этого архитектор стремился подчеркнуть ренессансный образ церкви.
Предпоследний этап был завершён в 1967 году после окончания работы над витражами Шарлем Кроделем и возвращения алтаря на прежнее место 1 декабря 1986 года. Официально реконструкция завершилась 17 ноября 1974 года.

## Архитектура
Церковь представляет собой зальный храм (с центральным и боковыми нефами одинаковой высоты). Позднеготический хор украшает витраж работы Шарля Кроделя.
Главный алтарь резного дерева украшен многочисленными фигурами, рельефами и «орнаментальным кружевом» уникальной резьбы. Высота алтаря составляет 11,64 метра, ширина — 7,68 метра. Он состоит из трёх частей: пределлы, святыни с боковыми панелями и навершия. Во время Второй мировой войны алтарь был разобран. Фигуры и рельефные панели с боковых панелей сохранились в соляных шахтах Кохберга на глубине 200 метров, а навершие со статуями и святыни были замурованы в западной башне церкви.
Имя скульптора, создавшего уникальный алтарь, было забыто после его смерти, и до конца XIX века это произведение приписывали вюрцбургскому скульптору Тильману Рименшнайдеру. В конечном итоге, благодаря исследованиям и сравнительному анализу разных произведений, было установлено, что скульптором, несомненно, был Ханс фон Хайльбронн. В 1909 году Мориц фон Раух, просматривая документы в городском архиве, обнаружил его полное имя: Ханс Зейфер из Хайльбронна. Остававшиеся сомнения развеялись в 1963 году, когда реставратор Вальтер Хаммер во время реставрации обнаружил табличку с надписью: «Hans Syfer». В правом верхнем углу выгравирована дата 1498, которая, скорее всего, относится к году завершения работы.

## Галерея

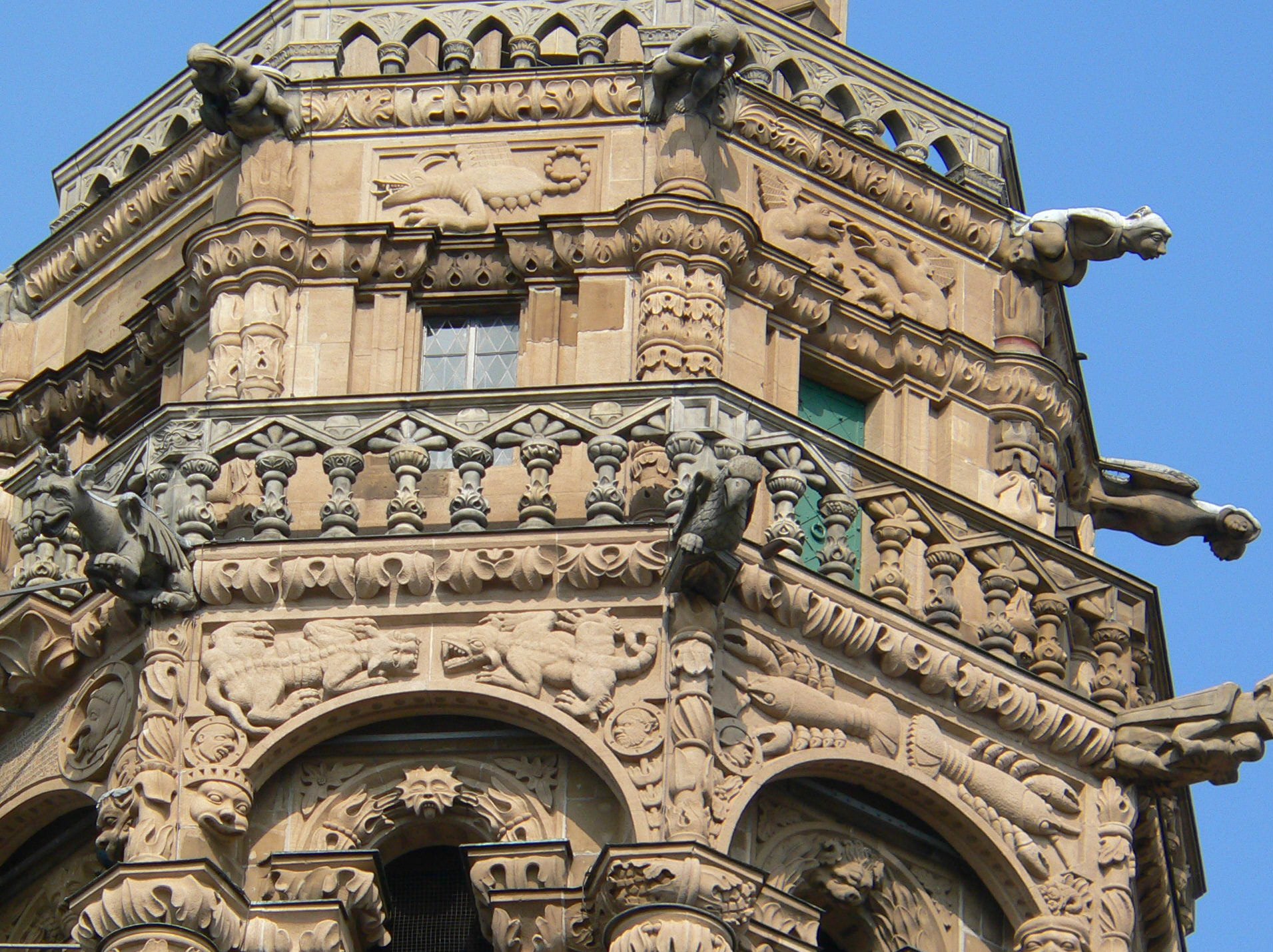
Детали башни
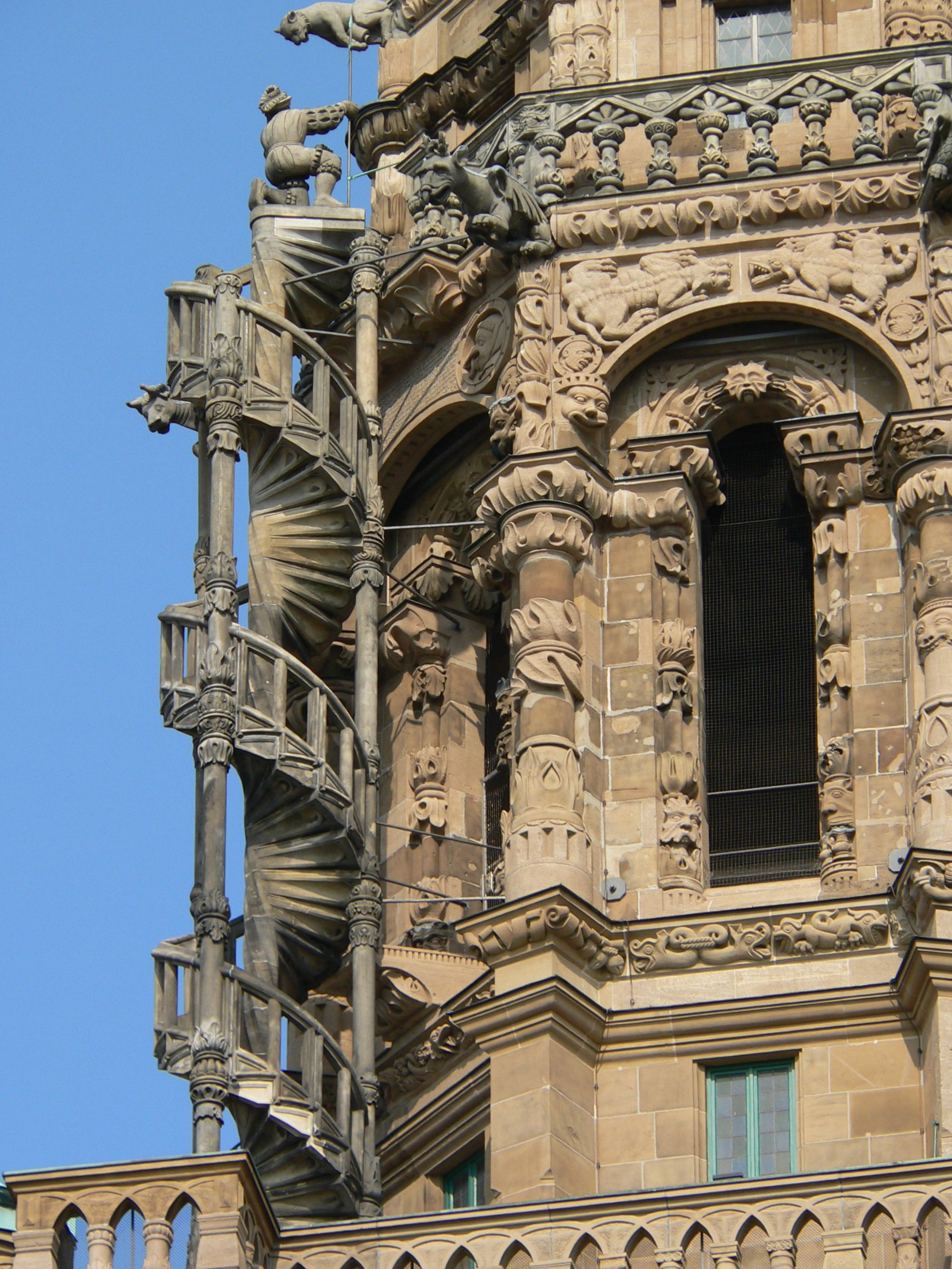
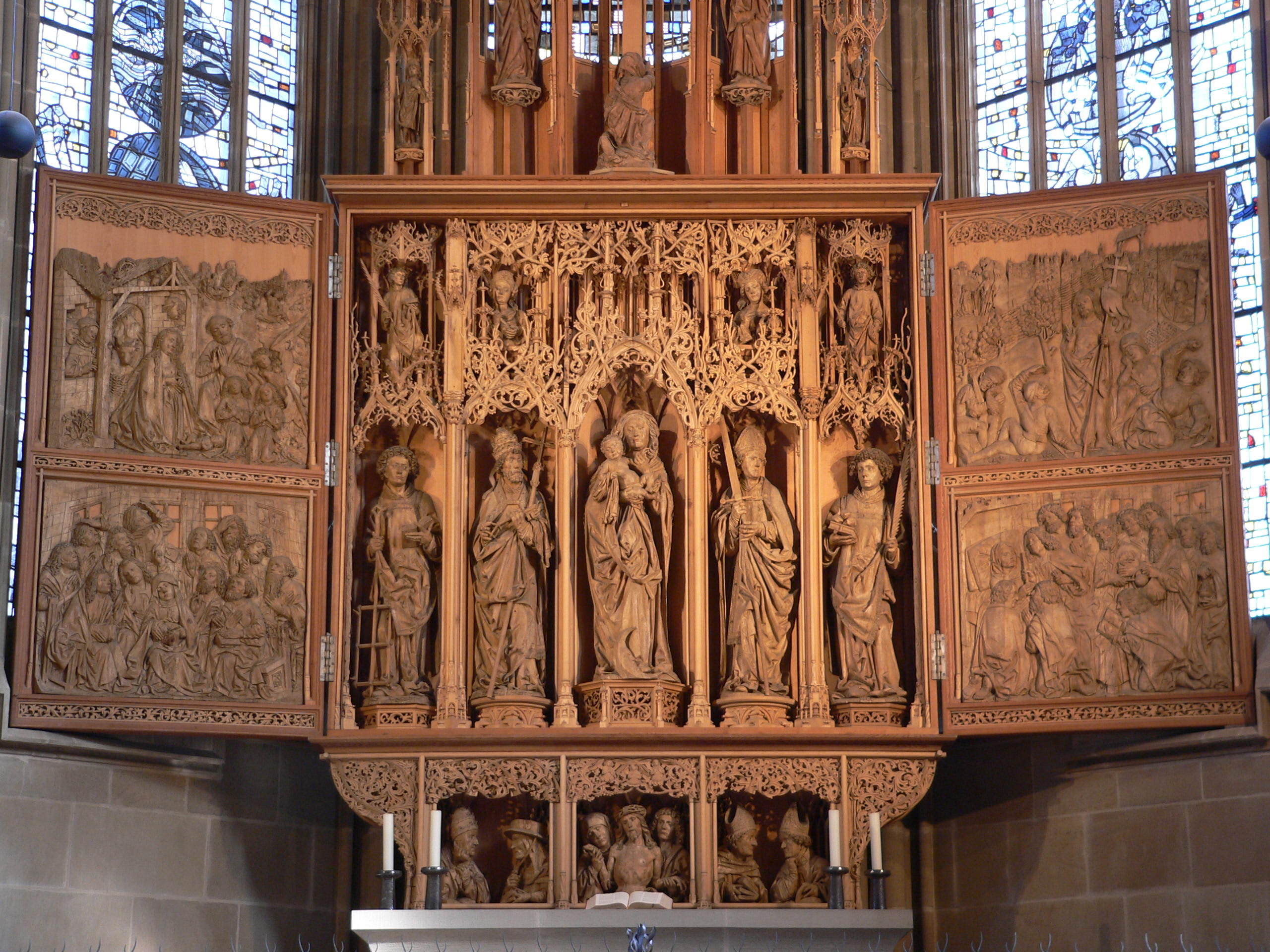
Алтарь
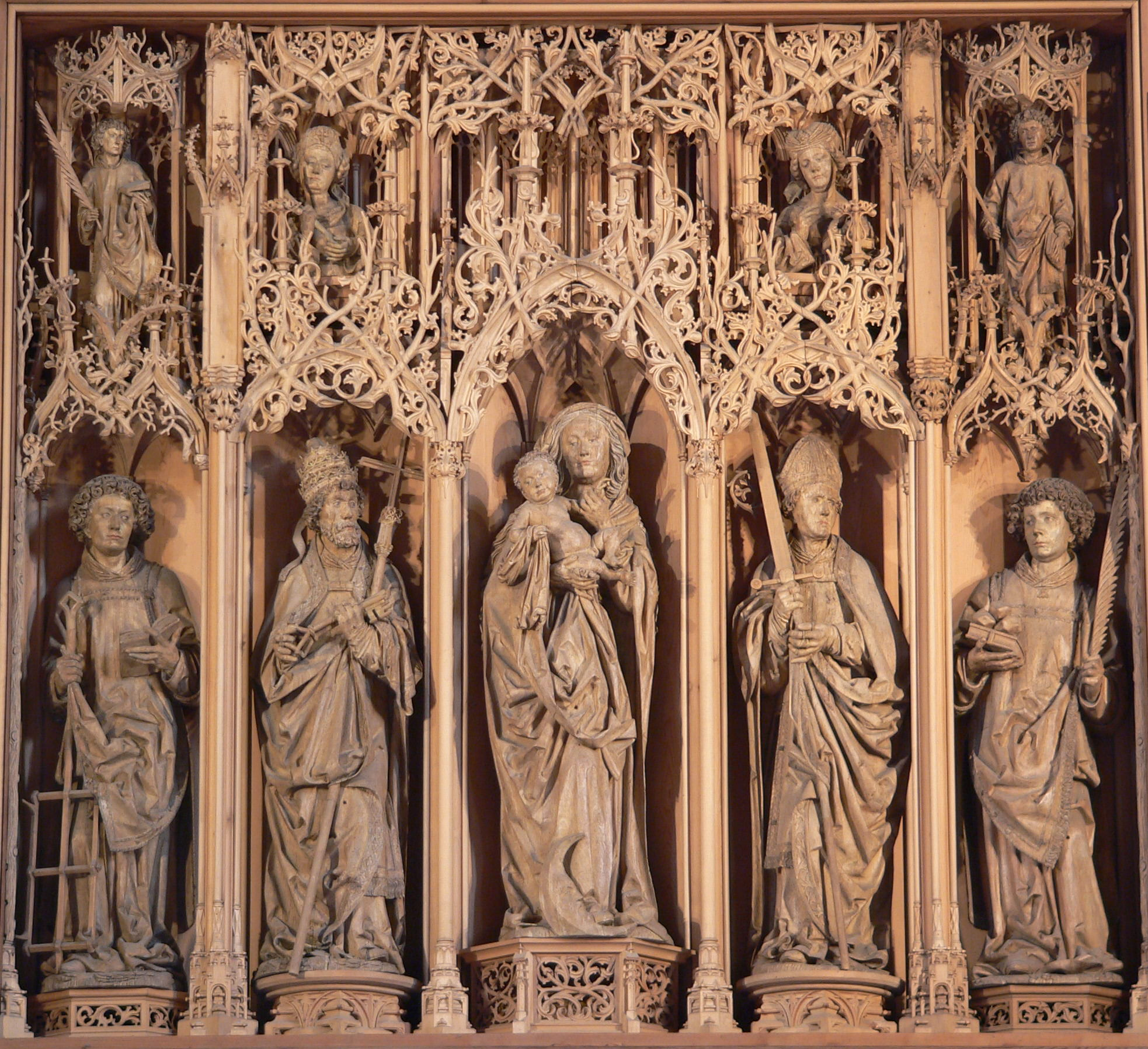
Алтарь. Центральная часть
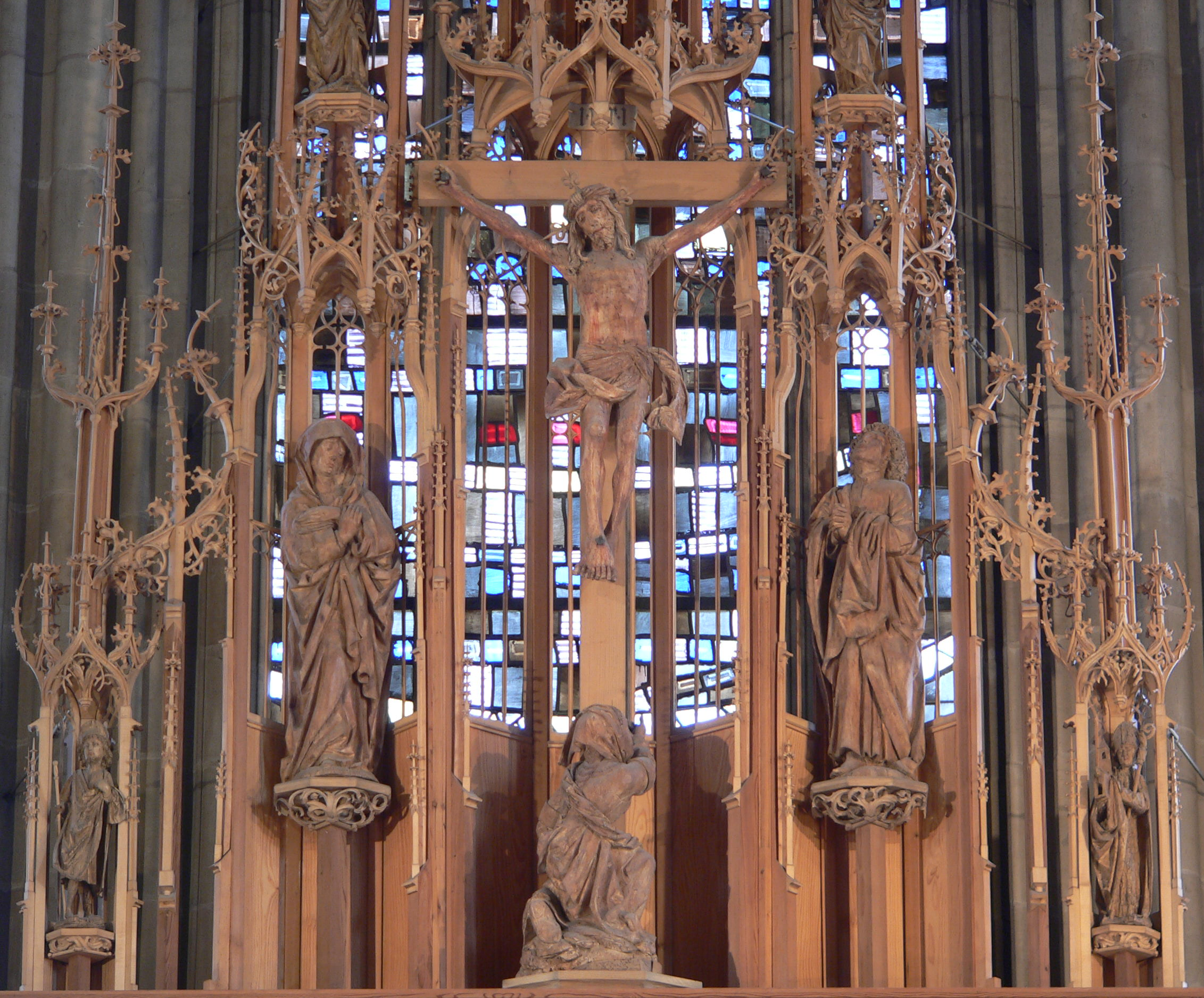
Распятие. Навершие алтаря
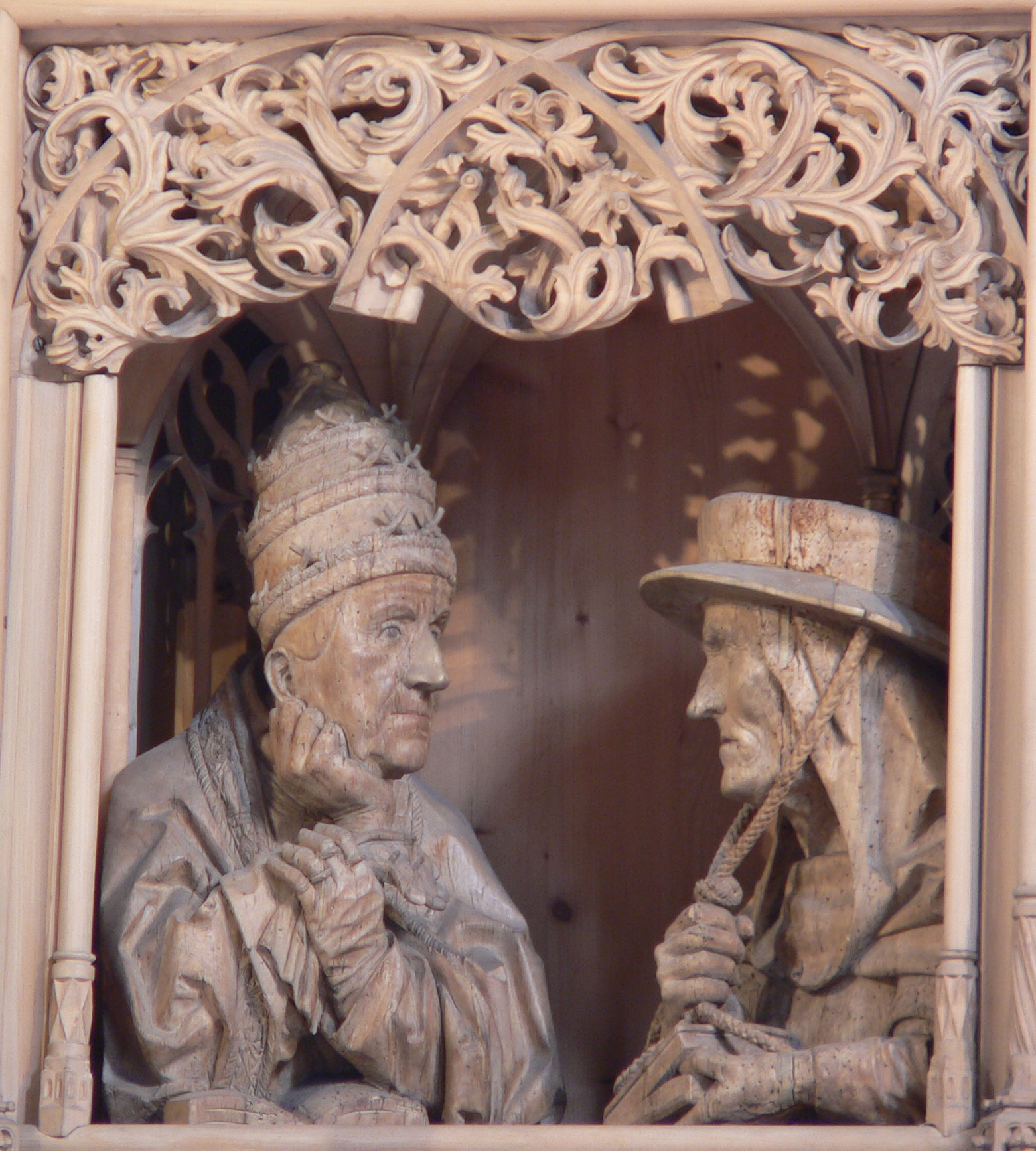
Папа Григорий и кардинал Иероним. Деталь пределлы
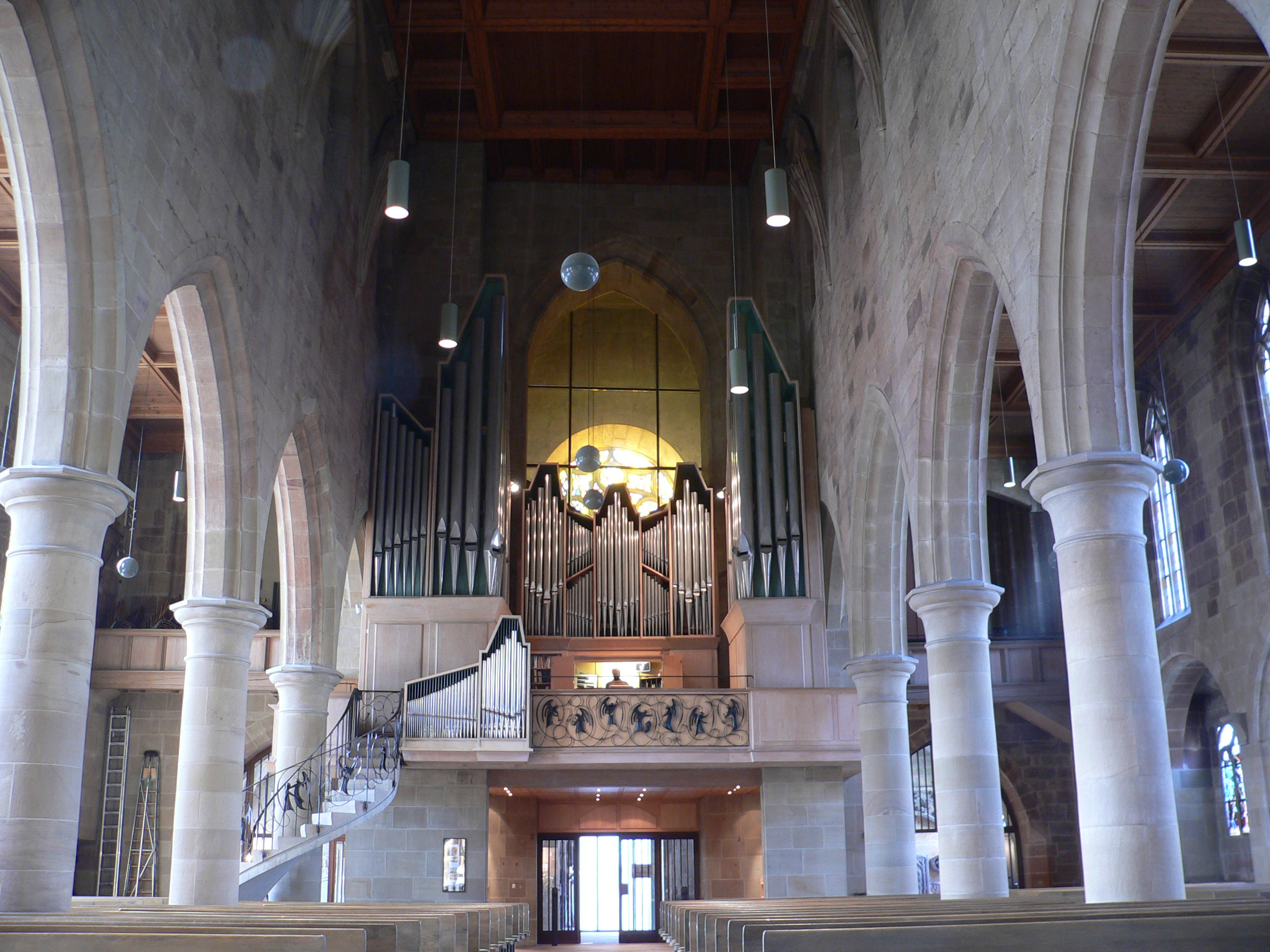
Орган